# Wereldkampioenschappen wielrennen 1947
De wereldkampioenschappen wielrennen van 1947 werden gehouden in Frankrijk. De baankampioenschappen vonden plaats in Parijs en het kampioenschap op de weg werd verreden op een circuit van 7,8 kilometer in Reims op 3 augustus voor de amateurs en de profs.

## Beroepsrenners
De wedstrijd van 274 km lang over een vrij vlak parcours ging om elf uur van start. Ze werd gehouden in een verzengende hitte. Slechts zeven van de zesendertig starters reden de wedstrijd uit. Onder meer de Nederlander Gerrit Schulte en de Girowinnaar Fausto Coppi gaven op. De Nederlander Theofiel Middelkamp haalde het met tien seconden voorsprong op de Belg Albert Sercu en zijn Nederlandse ploeggenoot Sjef Janssen. Middelkamp was de eerste Nederlandse wereldkampioen op de weg bij de beroepsrenners.

### Uitslag
| Plaats | Renner              | Land | Tijd     |
| ------ | ------------------- | ---- | -------- |
| 1      | Theofiel Middelkamp | NED  | 7u28'17" |
| 2      | Albert Sercu        | BEL  | +10"     |
| 3      | Sjef Janssen        | NED  | z.t.     |
| 04     | Fiorenzo Magni      | ITA  | z.t.     |
| 05     | Edouard Fachleitner | FRA  | +44"     |
| 06     | Bim Diederich       | LUX  | +7'20"   |

## Amateurs
De wedstrijd voor de amateurs was 164 km lang en ging reeds om zes uur van start. Ze eindigde op een dubbel Italiaans succes. Alfo Ferrari won met een kleine voorsprong op een grote groep waarvan zijn landgenoot Silvio Pedroni de spurt won voor de Nederlander Gerard van Beek. Frans Gielen was negende en beste Belg.

### Uitslag
| Plaats | Renner          | Land | Tijd     |
| ------ | --------------- | ---- | -------- |
| 1      | Alfo Ferrari    | ITA  | 4u18'58" |
| 2      | Silvio Pedroni  | ITA  | +39"     |
| 3      | Gerard van Beek | NED  | +40"     |